# Stenogobius
Stenogobius is een geslacht van straalvinnige vissen uit de familie van grondels (Gobiidae). Het geslacht is voor het eerst wetenschappelijk beschreven in 1874 door Bleeker.

## Soorten
- Stenogobius alleni Watson, 1991
- Stenogobius beauforti (Weber, 1907)
- Stenogobius blokzeyli (Bleeker, 1860)
- Stenogobius caudimaculosus Watson, 1991
- Stenogobius fehlmanni Watson, 1991
- Stenogobius genivittatus (Valenciennes, 1837)
- Stenogobius gymnopomus (Bleeker, 1853)
- Stenogobius hawaiiensis Watson, 1991
- Stenogobius hoesei Watson, 1991
- Stenogobius ingeri Watson, 1991
- Stenogobius keletaona Keith & Marquet, 2006
- Stenogobius kenyae Smith, 1959
- Stenogobius kyphosus Watson, 1991
- Stenogobius lachneri Allen, 1991
- Stenogobius laterisquamatus (M. C. W. Weber, 1907)
- Stenogobius macropterus (Duncker, 1912)
- Stenogobius marinus Watson, 1991
- Stenogobius marqueti Watson, 1991
- Stenogobius mekongensis Watson, 1991
- Stenogobius ophthalmoporus (Bleeker, 1853)
- Stenogobius polyzona (Bleeker, 1867)
- Stenogobius psilosinionus Watson, 1991
- Stenogobius randalli Watson, 1991
- Stenogobius squamosus Watson, 1991
- Stenogobius watsoni G. R. Allen, 2004
- Stenogobius yateiensis Keith, Watson & Marquet, 2002
- Stenogobius zurstrassenii (Popta, 1911)